# Phép thử quỳ tím (chính trị)
Trong chính trị, phép thử quỳ tím (tiếng Anh: litmus test) là câu hỏi được đặt ra cho một ứng cử viên tiềm năng cho một chức vụ cao, mà câu trả lời sẽ quyết định liệu quan chức được đề cử có tiếp tục quá trình bổ nhiệm hoặc đề cử hay không. Cụm từ này là một phép ẩn dụ dựa trên bài kiểm tra quỳ tím trong hóa học, khi có thể kiểm tra độ acid nói chung của một hóa chất, nhưng không thể xác định được chính xác độ pH của nó. Những người phải phê chuẩn một ứng viên cũng có thể được yêu cầu áp dụng phép thử quỳ tím để xác định liệu ứng viên đó có nhận được phiếu bầu của họ hay không. Cụm từ này thường xuất hiện nhiều nhất ở việc đề cử vào cơ quan tư pháp.